# Schmitzring
Der Schmitzring ist Bestandteil der Druckwerkskonstruktion moderner Druckmaschinen.
Die Schmitzringe an Druckmaschinen werden an den Seiten der Druckzylinder angeordnet. Der Schmitzring soll den Schmitz verhindern. Er ist aus vergütetem Stahl und wird hochpräzise rund und maßhaltig geschliffen. Der Schmitzring ist ca. 1–2 cm breit und rollt entweder auf der Fundamentschiene oder auf dem Schmitzring des Gegenzylinders ab. Der Umfang des Schmitzringes beträgt genau den Umfang des Aufzuges inkl. einem Druckbogen oder er hat genau den Umfang der Form inkl. Zurichtung hinter der Form (Zurichtung nur im Offsetdruck), je nachdem, an welchem Maschinenteil er angebracht ist. Der Schmitzring ist ein Element der Zwangsführung an Maschinen mit Zentralantrieb und gleicht geringfügige Lagerungenauigkeiten ebenso aus wie ungleichmäßigen An- und Abtrieb aus dem Zahnradantrieb der Druckmaschinen (Einmotorensystem). Schmitzringe finden sich auch an Abziehpressen und am Tiegel.
Der Schmitzring sichert durch Friktionshemmung die registergenaue Abwicklung. Schmitzringe laufen in folgenden Bereichen aufeinander (Offsetmaschine): Plattenzylinder-Gummituchzylinder, Gummituchzylinder-Gegendruckzyinder. Bei Buchdruckmaschinen sind auch an den Farbauftragswalzen Schmitzringe angebracht, welche die genaue Abwicklung der Farbwalze auf der Form sicherstellen sollen. Ist die Rolle kleiner oder größer als der Schmitzring oder der Schmitzring kann durch Öl oder Fett auf der Führungsschiene rutschen, so kommt es zum Walzenschmitz an der Form. Schmitzringe können nur dann funktionieren, wenn sie sauber und unbeschädigt sind sowie unter leichtem Anpressdruck stehen. Früher und bei langsamlaufenden Maschinen (bis ca. 5000 Bg/h) wurden Schmitzringe zur Friktionserhöhung mit Talkum und Kolophoniumpuder bestäubt.
An modernen Druckmaschinen werden Schmitzringe häufig nur noch als mitlaufende Distanzringe benutzt. Die Bezeichnung Schmitzring ist hier nicht mehr ganz zutreffend. Die notwendige Gleichlaufregelung der abwickelnden Zylinder erfolgt über ein elektronisches Element in der Einzelantriebssteuerung. Auf diesem Wege können auch ungleichmäßige Aufzüge oder partielles Über- und Untermaß im Aufzug oder der Zurichtung ausgeglichen werden, was ein klassischer Schmitzring nicht kann.